# Alex Grey
Alex Grey, (29 de noviembre de 1953) es un destacado artista psicodélico y visionario estadounidense. En sus obras podemos observar su fascinación en temas como la muerte, representada desde sus primeros dibujos, hasta sus esculturas, pinturas y performances más recientes. 
Sus obras se han exhibido por todo el mundo en lugares como Feature Inc y Tibet House, Stux Galleri, P.S.1, The Outsider Art Fair, y el New Museum en Nueva York. Grand Palais en París, Bienal de São Paulo Brasil y Art Exhibition Space en Tokio, entre otros. 
La comunidad psiquedélica internacional, ha tomado a Alex Grey como un importante portavoz del arte visionario. Su obra Sacred Mirrors se ha traducido a  idiomas y ha vendido 50 000 copias.  Actualmente vive en Nueva York con su esposa, la artista Allyson Grey, y su hija, la actriz Zena Grey.

## Biografía
Nació en Columbus, Ohio Estados Unidos el 29 de noviembre de 1953. Proveniente de familia de clase media. Su padre fue diseñador gráfico, favoreciendo esto en el desarrollo de sus capacidades de dibujo. 
Asistió al Colegio de arte y diseño de Columbus por dos años 1971 - 1973, posteriormente se dedicó a pintar murales durante un año 1973 - 1974. Asistiría a la Escuela Museo de Boston y estudiaría con el artista conceptual Jay Jaroslav. Es aquí donde conoce a su futura esposa la también artista Allyson Rymland Grey. Grey y Allyson probarían LSD, siendo este un punto de partida en sus vidas, ya que cambiaria radicalmente su forma de pensar.
Grey pasaría cinco años en la escuela de Medicina de Harvard, trabajando en los departamentos de Anatomía y Medicina de la Mente, en el primero estudiaba el cuerpo humano y preparaba los cadáveres para practicarles la disección. En el segundo, al lado del Dr. Herberto Benson y el Dr.Joan Borysenko que dirigían experimentos científicos para investigar energías curativas. Lo aprendido por Grey en estos años, lo preparó para posteriormente poder pintar Sacred Mirrors.

## Sacred Mirrors
Es una serie de 21 pinturas, que llevan a los espectadores a un viaje hacia su naturaleza, examinando con lujo de detalle el cuerpo, mente y espíritu. Este trabajo, nos presenta la Sutil Anatomía de los hombres desde el contexto de una evolución cósmica. Dicha obra le tomó 10 años en completarla, comenzando en 1979. En este período desarrollaría su técnica de radiografiar las diferentes capas de la realidad, revelando una interacción entre las fuerzas anatómicas y espirituales. Después de pintar Sacred Mirrors, aplicó su perspectiva multidimensional a diferentes experiencias humanas, como rezar, meditar, besarse, copular, embarazo, nacimiento y muerte.
Las pinturas son de tamaño natural y se enfrentan directamente al espectador para conseguir, un efecto de espejo, logrando que se pueda ver dentro de sí mismo. Esta obra hace un cuestionamiento sobre el reflejo que damos ante los demás.

## Transfigurations
Es la continuación de su trabajo anterior, Transfigurations incluye los trabajos más importantes realizados posteriores a Sacred Mirrors, presentadas en 202 reproducciones a color y 94 imágenes en blanco y negro. Estas imágenes se combinan con textos, para formar un todo.

## Colaboraciones
Alex ha colaborado haciendo las portadas y el arte de los discos con diferentes artistas. 
- Con Tool, hizo el arte para los discos Lateralus, 10,000 Days y Fear Inoculum.
- Con esta banda también colaboró con el arte en los videos de Parabol/Parábola y Vicarious.
- Con David Byrne en el disco The Visible Man.
- Con Michael Hedges en el disco Torched.
- Con Nirvana en el disco In Utero.
- Con Beastie Boys en su disco Ill Communication.

En su trabajo más reciente Grey ha explorado perspectivas de los seres universales, cuerpos de fuego y remolinos galácticos infinitos. Tal como se puede apreciar en sus trabajos para Tool.